# Dick (nome)
Dick è un nome proprio di persona inglese e olandese maschile.

## Varianti
- Inglese: Dickie[2], Dicky[2], Dickey[2]
  - Alterati: Dickon[2]

## Origine e diffusione
Per quanto riguarda il nome inglese, esso è un ipocoristico di Richard, analogo a Rick, usato anche come nome a sé stante almeno dal XVIII secolo; il cambio di consonante iniziale, secondo la spiegazione tradizionale, è dovuto al modo in cui gli inglesi pronunciavano la R vibrante alveolare dei normanni.
Nel Medioevo era comunissimo, tanto da essere usato come termine generico per indicare un uomo qualunque (come l'italiano Tizio) e dare vita a detti quali every Tom, Dick and Harry. 
Almeno dagli anni 1890 il termine è diventato anche uno slang indicante il pene, e il suo uso come nome è calato di conseguenza (come è avvenuto anche per altri nomi quali Fanny, Gay e Philander). La forma alterata Dickon ha dato origine all'omonimo cognome, che è probabilmente alla base della ripresa di Dickon come nome dall'inizio del XIX secolo.
Il nome olandese, invece, è un ipocoristico di Diederick, ossia l'italiano Teodorico.

## Onomastico
L'onomastico si può festeggiare lo stesso giorno di Riccardo o Teodorico, da cui deriva.

## Persone

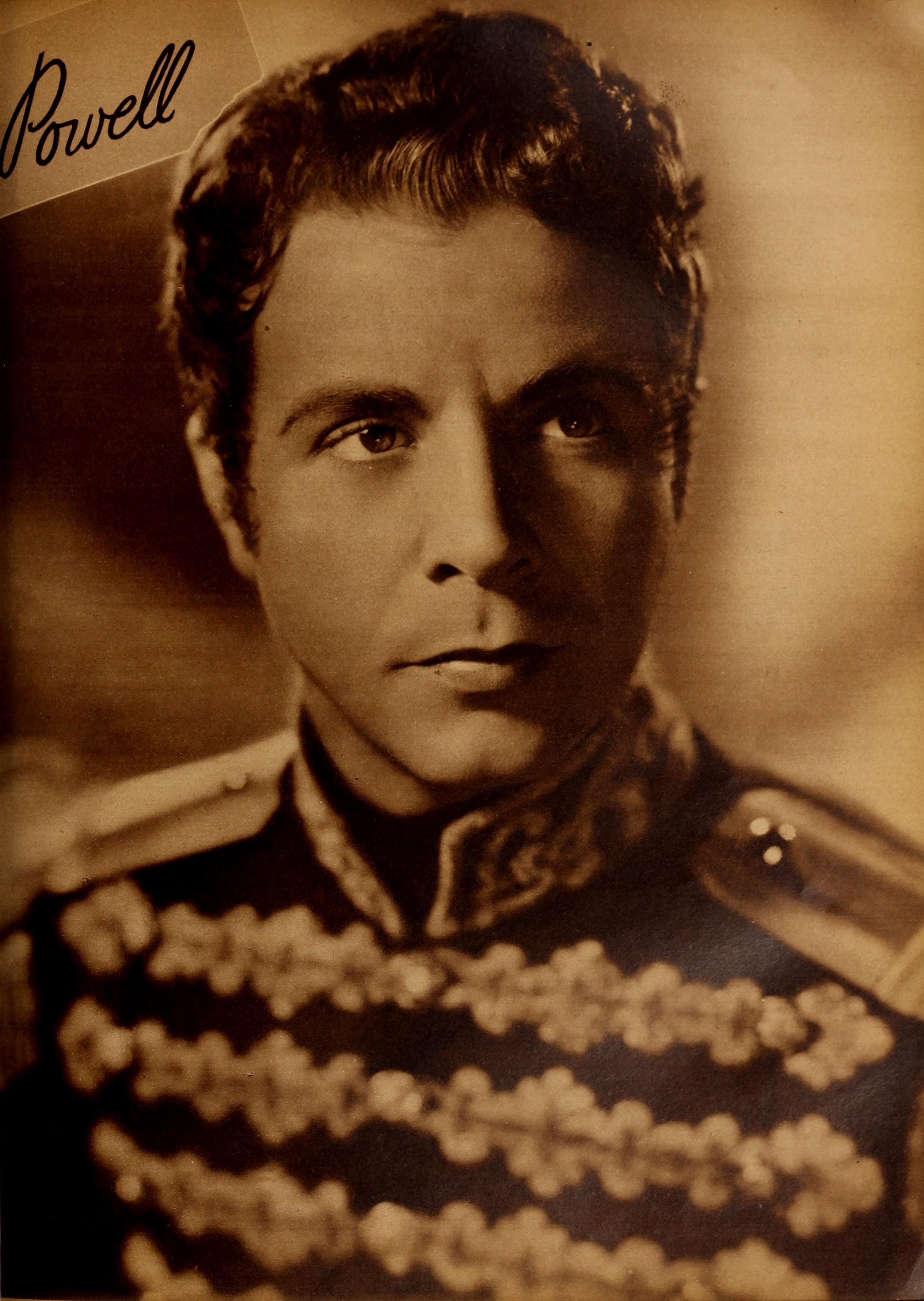
Dick Powell

- Dick Dale, chitarrista e compositore statunitense
- Dick Foran, attore statunitense
- Dick Heckstall-Smith, sassofonista britannico
- Dick Ket, pittore olandese
- Dick Lövgren, bassista svedese
- Dick Marty, politico svizzero
- Dick Miller, attore statunitense
- Dick Powell, attore e regista statunitense
- Dick Sargent, attore statunitense